# Монастир Сан-Вісенте-де-Фора
Сан-Вісенте-де-Фора (порт. Igreja de São Vicente de Fora) — монастир у Лісабоні, Португалія.
Монастир був заснований ще в 1147 першим королем Португалії Афонсу I і присвячений Вікентію Сарагоському, святому покровителю Лісабона. Будівлі монастиря були розташовані за межами тогочасних міських стін.
Сучасна церква монастиря була побудована в 1582—1629 роках, інші ж будівлі були завершені лише у XVIII столітті. Тому монастир, що будувався спочатку в романському стилі, має риси маньєризму, а вівтарна картина XVIII століття виконана в стилі бароко.
Також монастир відомий тим, що всі королі династії Браганса, крім двох, поховані на його території.